# Stephen Gaskin
Stephen Gaskin, né à Denver, dans le Colorado, le 16 février 1935 et mort le 1er juillet 2014, est une icône hippie connue pour sa présence dans le quartier de Ashbury de San Francisco dans les années 1960. Cofondateur de la célèbre communauté spirituelle The Farm, à Summertown, Tennessee ; il est également l'auteur de plus d'une douzaine de livres, enseignant, musicien (batteur), rappeur sémantique, orateur public et militant politique.

## Biographie
Stephen Gaskin a servi dans les Marines des États-Unis de 1952 à 1955 et combattu en Corée. Dans les années 1960, il s'installe à San Francisco et enseigne l'écriture, l'anglais créatif, et la sémantique générale au San Francisco State College (aujourd’hui SFSU), où il fut l'élève de S. I. Hayakawa. Sa classe d'écriture est devenue un débat ouvert connu sous le nom Monday Night Class, qui a regroupé jusqu'à 1 500 étudiants.
En 1970, Stephen Gaskin faisait partie d'une caravane de 60 véhicules qui ont traversé les États-Unis pour rejoindre 60 miles au sud-ouest de Nashville, Tennessee, une communauté appelée « The Farm » - le premier éco-village dans le monde, que le Wall Street Journal a appelée « The General Motors of American Communes ». Cette communauté était « une plate-forme de lancement d'efforts pour améliorer le sort des peuples pauvres et les autochtones, les baleines et les arbres des forêts anciennes ». 
En 1974, il fonde Plenty International, une organisation internationale sans but lucratif, organisme non sectaire de secours et de développement pour l'environnement, l'éducation et les droits de l'homme. De 1976 jusqu'à la fin de 1980, Plenty International employait plus de 100 volontaires américains dans des projets avec des mayas du Guatemala - dans des domaines tels que les soins de santé primaires, les réseaux d'eau potable, l'agriculture de soja, la transformation des aliments et des communications. Plenty International a construit 1 200 maisons résistantes aux tremblements de terre et les conduites d'eau pour cinq villages au Guatemala ainsi que plusieurs bâtiments publics (cliniques au Lesotho), à envoyer des équipes indépendantes de dosimétrie après l'accident nucléaire de Three Mile Island et la catastrophe nucléaire de Tchernobyl, ou donner l'équipement du Rainbow Warrior.
En 1978, Plenty Ambulance Service a été créé dans le Bronx (New York), pour offrir des soins médicaux d'urgence gratuits aux habitants de ce ghetto.

## Reconnaissance
Stephen Gaskin  a été récipiendaire du premier Prix Nobel alternatif en 1980, « pour partager, faire attention et agir avec et au nom de ceux qui en ont besoin  ».

## Œuvres
- (en) Stephen Gaskin, Monday Night Class, Book Farm/Bookworks, 1970
- (en) Stephen Gaskin, The Caravan, Random House, 1972
- (en) Stephen Gaskin, Hey Beatnik! : This is the Farm Book, The Book Publishing Co., 1974
- (en) Stephen Gaskin, The Big Dummy's Guide to CB Radio, Summertown, The Book Publishing Co., 1976, 2e éd., poche (ISBN 978-0-913990-04-9, OCLC 4340705)
- (en) Stephen Gaskin, This Season's People : A Book of Spiritual Teachings, Summertown, The Book Publishing Co., 1978, 165 p., poche (ISBN 978-0-913990-05-6, OCLC 3049964, LCCN 86159636)
- (en) Stephen Gaskin, Mind at Play, Summertown, The Book Publishing Co., 1979, 183 p. (ISBN 978-0-913990-24-7, OCLC 6086989, LCCN 79091244)
- (en) Stephen Gaskin, Rendered Infamous : A Book of Political Reality, Greenwood Pub Group, 1986 (ISBN 978-0-89789-099-1)